# Amadigi
Ne doit pas être confondu avec L'Amadigi.

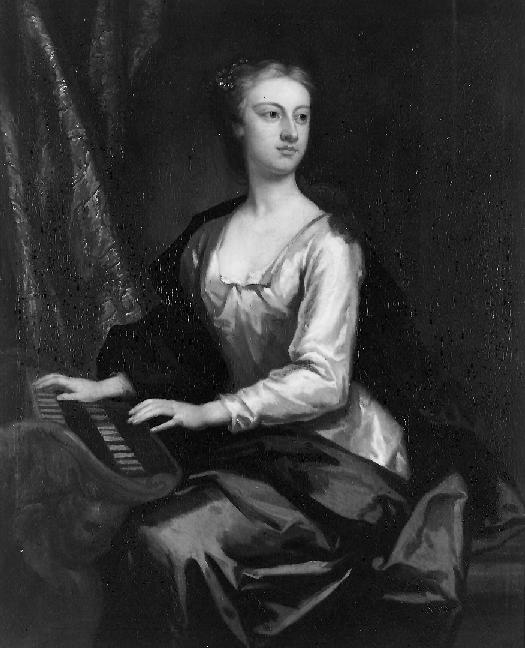
Portrait d’Anastasia Robinson (c.1692–1755), comédienne de la première représentation de l'opéra

Amadigi, ou Amadigi di Gaula, (HWV 11) est un opéra en trois actes dont la partition a été écrite par Georg Friedrich Haendel en 1715.

## Livret et partitions
L'auteur du livret n'est pas connu avec certitude ; on l'a longtemps attribué à John Jacob Heidegger, mais selon des travaux récents le livret serait plus probablement l'œuvre de Giacomo Rossi ou de Nicola Francesco Haym,. Ce dernier, également librettiste de Giulio Cesare et de Tamerlano, se serait inspiré de l’Amadis de Quinault (mis en musique par Lully, 1684) et de l’Amadis de Grèce de Houdar de La Motte (mis en musique par André Cardinal Destouches, 1699).
Le récit trouve son origine dans Amadís de Gaula (Amadis de Gaule), roman de chevalerie espagnol publié en 1508. On raconte que Haendel aurait écrit cette œuvre en un mois seulement. Ce qui est plus sûr, c'est qu'il l'a composé lors de son séjour chez le comte de Burlington, à qui il a dédicacé son opéra.
Le manuscrit original d'Amadigi a disparu, de même que certaines parties de la musique. Le seul livret connu date de 1715. Deux éditions de l'opéra existent : 
- l'édition Händelgesellschaft de 1874,
- la première édition critique de J. Merrill Knapp, publiée par Bärenreiter en 1971[2]. Winton Dean a étudié l'histoire des différents manuscrits dont les partitions divergent[3].

## Argument et description

### Résumé
Le héros, Amadigi, vit avec la princesse Oriana un amour partagé. Mais cette double inclination est fort mal vue par deux jaloux qui entendent bien contrarier cette idylle : la magicienne Melissa, elle-même éprise d’Amadigi, et le prince de Thrace Dardanus (Dardano), amoureux éconduit d’Oriane. Avant que les amants ne puissent s’abandonner à la félicité d’un amour sans nuages au son d’une pastorale, ils traverseront une série d’épreuves auxquelles démons et furies ne sont pas étrangers et dont ils triompheront.

### Récit détaillé
Amadigi, un paladin, et Dardano, prince de Thrace, sont tous deux épris d'Oriana, la fille du roi des Îles des Bienheureux. L'inclinaison d'Oriana va à Amadigi. La sorcière Melissa est également attirée par Amadigi ; elle essaie de le charmer par différents sorts, par des suppliques et même par la menace. Amadigi affronte divers esprits et furies et les repousse pratiquement à chaque fois. Toutefois, une vision de la « Fontaine de l'amour véritable » (Fountain of True Love) qui montre Oriana courtisant Dardagni le bouleverse tant qu'il s'évanouit. Voyant Amadigi prostré, Oriana est sur le point de se tuer avec une épée quand celui-ci reprend ses esprits. Il lui reproche alors sa trahison envers lui et tente à son tour de se poignarder.
Toujours vivant, Amadigi continue à résister aux avances de Melissa. Cette dernière donne alors à Dardano l'apparence d'Amadigi afin d'abuser Oriana. Celle-ci suit Dardano, ayant reçu les traits d'Amadigi, afin d'implorer son pardon. L'attention d'Oriana fait exulter Dardano qui, sous l'impulsion du moment, défie Amadigi en combat singulier. Pendant le duel, Amadigi tue Dardano. Melissa accuse Orania de lui voler Amadigi et appelle les esprits des ténèbres afin qu'ils assaillent Oriana, qui résiste à toutes les incantations de la sorcière.
L'acte III débute avec Amadigi et Oriana emprisonnés par Melissa. Les deux amants font le vœu de se sacrifier l'un à l'autre. Bien que désirant se venger, Melissa ne peut encore se résoudre à tuer Amadigi, mais le tourmente en prolongeant sa captivité en chaîne. Amadigi et Oriana demandent à Melissa de faire preuve de clémence. Melissa fait appel au fantôme de Dardano pour l'assister dans sa vengeance, mais le spectre lui répond que les dieux sont disposés à protéger Amadigi et Oriana et que leurs épreuves arrivent à leur terme. Rejetée par tous, les dieux, les esprits des Enfers et Amadigi, Melissa se supprime après avoir supplié Amadigi de ressentir un peu de pitié pour elle. À la manière d'un deus ex machina, Orgando, l'oncle d'Oriana et sorcier lui-même, descend des cieux sur un char et bénie l'union d'Amadigi et d'Oriana. Un ballet de bergers et de bergères conclut l'opéra.

### Description
Tout au cours du récit, les personnages vivent emportements, élans passionnés, tourments et attendrissements que Haendel traduit par une foisonnante variété d’arias d’une remarquable richesse mélodique qui portent bien la marque de l’Anglo-Italo-Saxon. En cela sont exemplaires, par exemple, l’air de Dardanus (acte II, scène 5) Pena tiranna io sento al core (« Je sens en mon cœur d’inexorables peines »), sur le rythme caractéristique de sarabande qui rappelle Lascia ch’io pianga d’Almirena dans Rinaldo, ou celui de Melissa (scène 10 qui achève l’acte II), Desterò dall’ empia Dite ogni furia, a farvi guerra (« J’armerai contre ces traîtres toutes les furies pour leur faire la guerre »), dont l’accompagnement instrumental (et particulièrement le duo trompette-hautbois) préfigure déjà le Water Music de 1717.

## Représentations et distribution
L'opéra est présentée pour la première fois au King's Theatre de Londres le 25 mai 1715. La distribution originale comprenait le célèbre castrat Nicolo Grimaldi. L'opéra est un succès et il est rejoué au moins 17 fois durant l'année 1717 à Londres et dans la même proportion à Hambourg de 1717 à 1720 sous le titre d' Oriana. L'opéra est ensuite négligé avant d'être rejoué en 1929 à Osnabrück et par la suite en 1968 par l'Unicorn Opera à l'Abbey Hall d'Abingdon.
| Rôle     | Voix         | Première, le 25 mai 1715 (Chef d'orchestre : inconnu) |
| -------- | ------------ | ----------------------------------------------------- |
| Amadigli | alto castrat | Nicolò Grimaldi                                       |
| Oriana   | soprano      | Anastasia Robinson                                    |
| Melissa  | soprano      | Elisabetta Pilotti-Schiavonetti                       |
| Dardano  | alto         | Diana Vico                                            |
| Orgando  | soprano      | (inconnu)                                             |

## Enregistrements notables
- Erato 2252 454902 : Nathalie Stutzmann, Bernarda Fink, Eiddwhen Harrhy, Jennifer Smith ; Les Musiciens du Louvre ; Marc Minkowski, chef d'orchestre [5]

- Naïve AM 133: Maria Riccarda Wesseling, Elena de la Merced, Sharon Rostorf-Zamir, Jordi Domènech ; Al Ayre Español ; Eduardo Lopez Banzo. Sortie le 26 février 2008